# Filip Fabricius
Filip Fabricius lub Platter (ur. ok. 1570 w Mikulovie, zm. 1632 w Pradze) – czeski urzędnik, najbardziej znany z bycia trzecią ofiarą defenestracji praskiej z 1618 roku.

## Życiorys
Urodził się najprawdopodobniej w Mikulovie na Morawach, był z pochodzenia Niemcem. Jego dziadkiem miał być poeta Georg Fabricius, jest to jednak mało prawdopodobne. Prawdopodobnie pochodził z rodziny protestanckiej, a później przeszedł na katolicyzm
Studiował w praskiej Akademii Jezuickiej (pierwsza wzmianka pochodzi z 1586, był wtedy studentem retoryki), w 1588 roku uzyskał tytuł licencjata, a rok później magistra. Następnie zamieszkał na stałe w Pradze, gdzie prawdopodobnie został wykładowcą Akademii Jezuickiej.
W 1598 roku ożenił się z Judytą Podmanicką, jedynym żyjącym potomkiem bogatego praskiego kupca. Zamieszkał na Starym Mieście, jescze przed 1618 rokiem został także wybrany do rady miejskiej Starego Miasta. Możliwe, że pełnił także funkcję sekretarza najwyższego burgrabiego, Adama ze Šternberka.
Najpóźniej od 1605 roku był sekretarzem w kancelarii dworu czeskiego, a od 1611 roku pełnił funkcję jej pierwszego sekretarza.
23 maja 1618 roku Filip Fabricius wraz z Jaroslavem Bořitą z Martinic i Vilémem Slavatą z Chlumu padł ofiarą defenestracji praskiej. Fabricius natychmiast po tym opuścił Pragę i udał się do Wiednia.
Po bitwie na Białej Górze został mianowany radnym, wiceszambelanem, szeryfem regionu Mladá Boleslav i członkiem kilku innych rad. Otrzymał także kilka nowych posiadłości w Pradze i regionie Mělník. Jego nazwisko przedłużono następnie o przydomek Hohenfall. 
Zmarł w 1632 i pochowany został w kościele św. Jakuba w Pradze.